# 彼得羅夫斯科耶區 (斯塔夫羅波爾邊疆區)

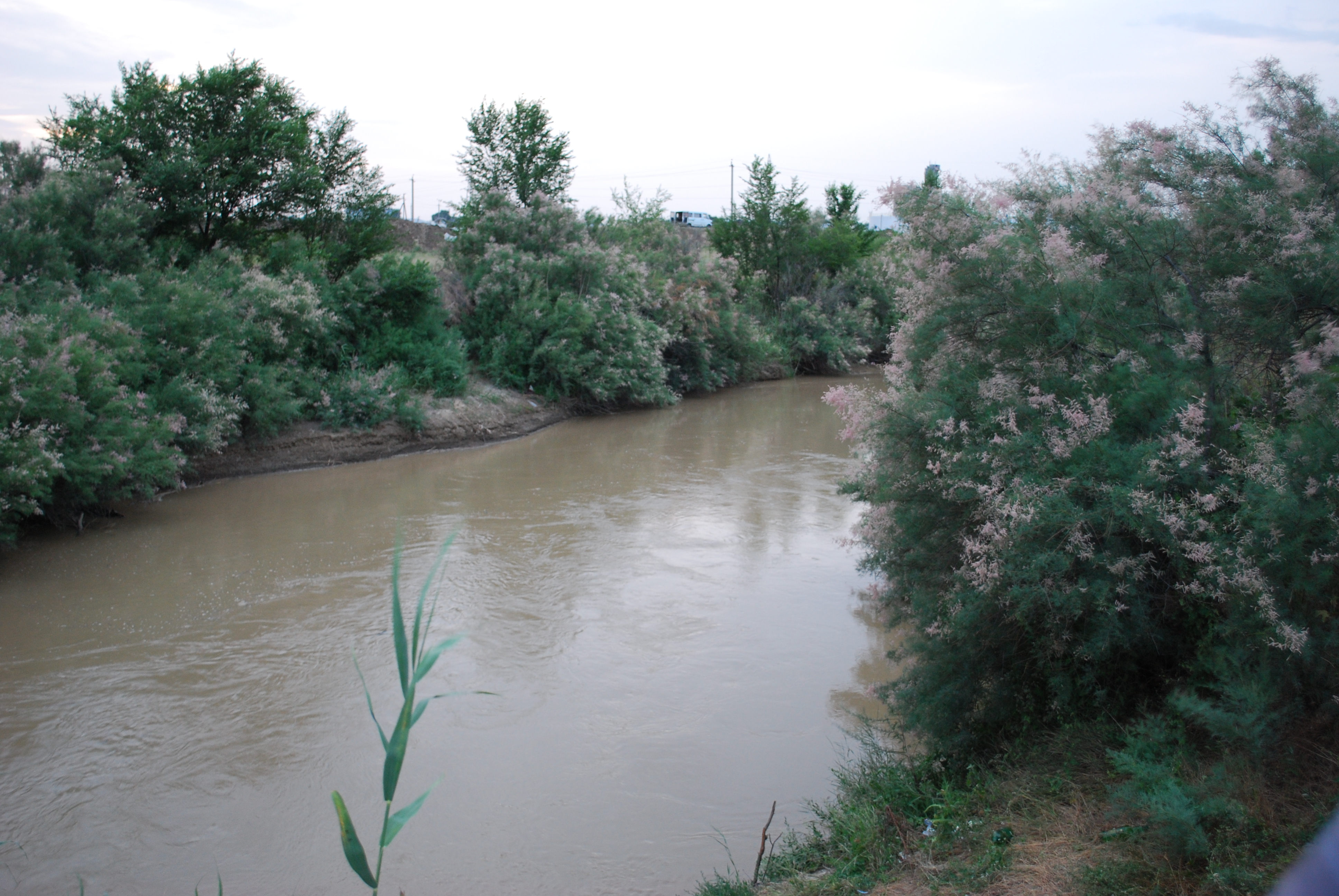

45°20′N 42°20′E / 45.333°N 42.333°E
彼得羅夫斯科耶區（俄语：Петровский район），是俄羅斯的一個區，位於該國西南部，由斯塔夫羅波爾邊疆區負責管轄，面積2,741平方公里，2010年人口78,067，人口密度每平方公里28.48人。